# 氣腔龍屬
氣腔龍屬（學名：Aerosteon）是種獸腳亞目大盜龍類恐龍，生存於白堊紀晚期的阿根廷。氣腔龍的化石是在1996年發現於門多薩省的Anacleto組地層，地質年代約8400萬年前，相當於桑托階。氣腔龍的化石具有類似鳥類的呼吸系統。
氣腔龍目前只有唯一種，科羅拉多河氣腔龍（A. riocoloradensis） 。屬名在希臘文意為 aeros（空氣）與 osteon（骨頭）；種名則意為科羅拉多河，意指發現化石的科羅拉多組。

## 敘述

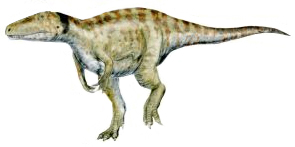
氣腔龍的想像圖

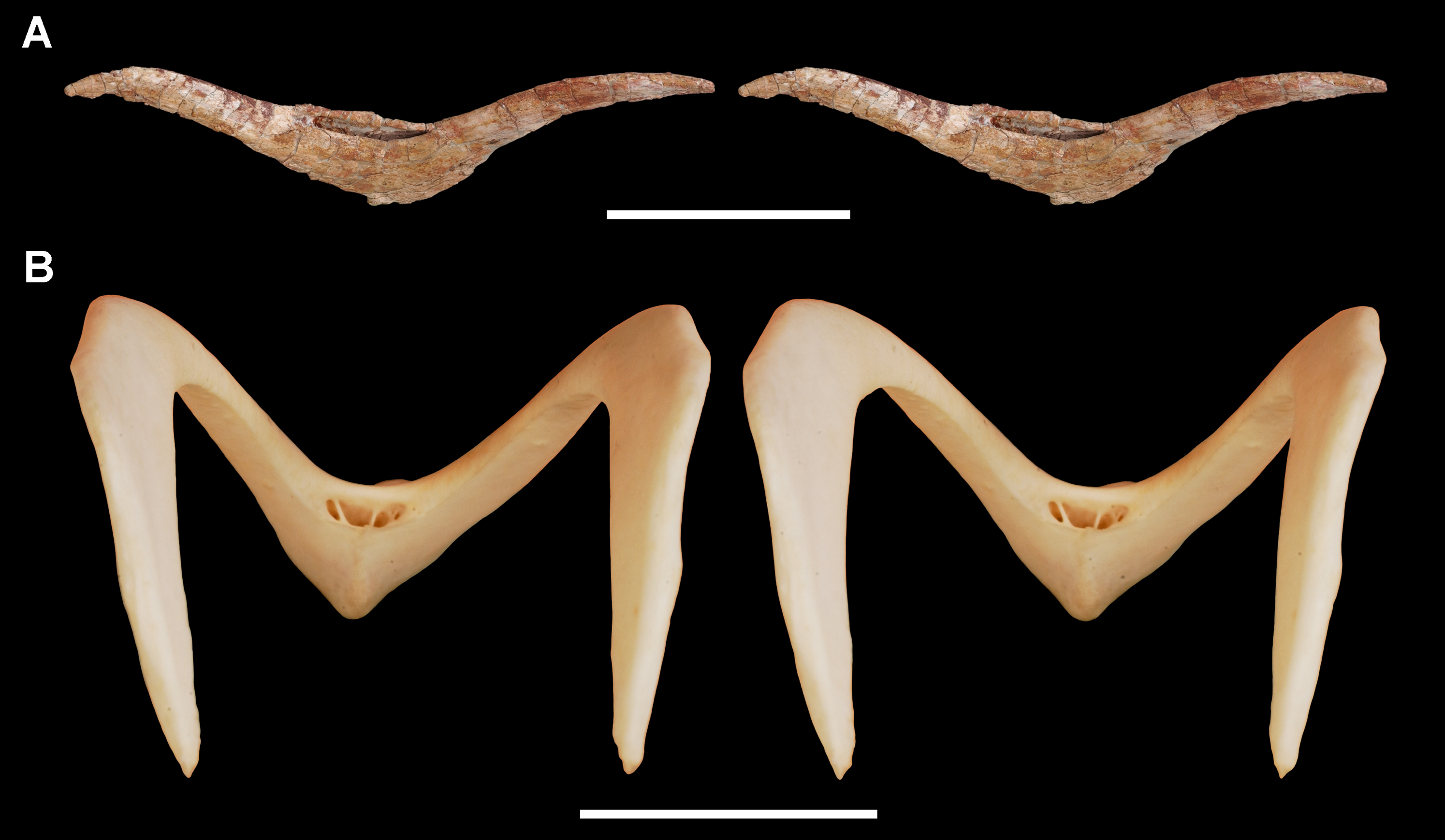
氣腔龍(A)與鵲鵝(B)的叉骨立體圖像比較圖，圖中的量尺長度分別為10公分(A)與2公分(B)

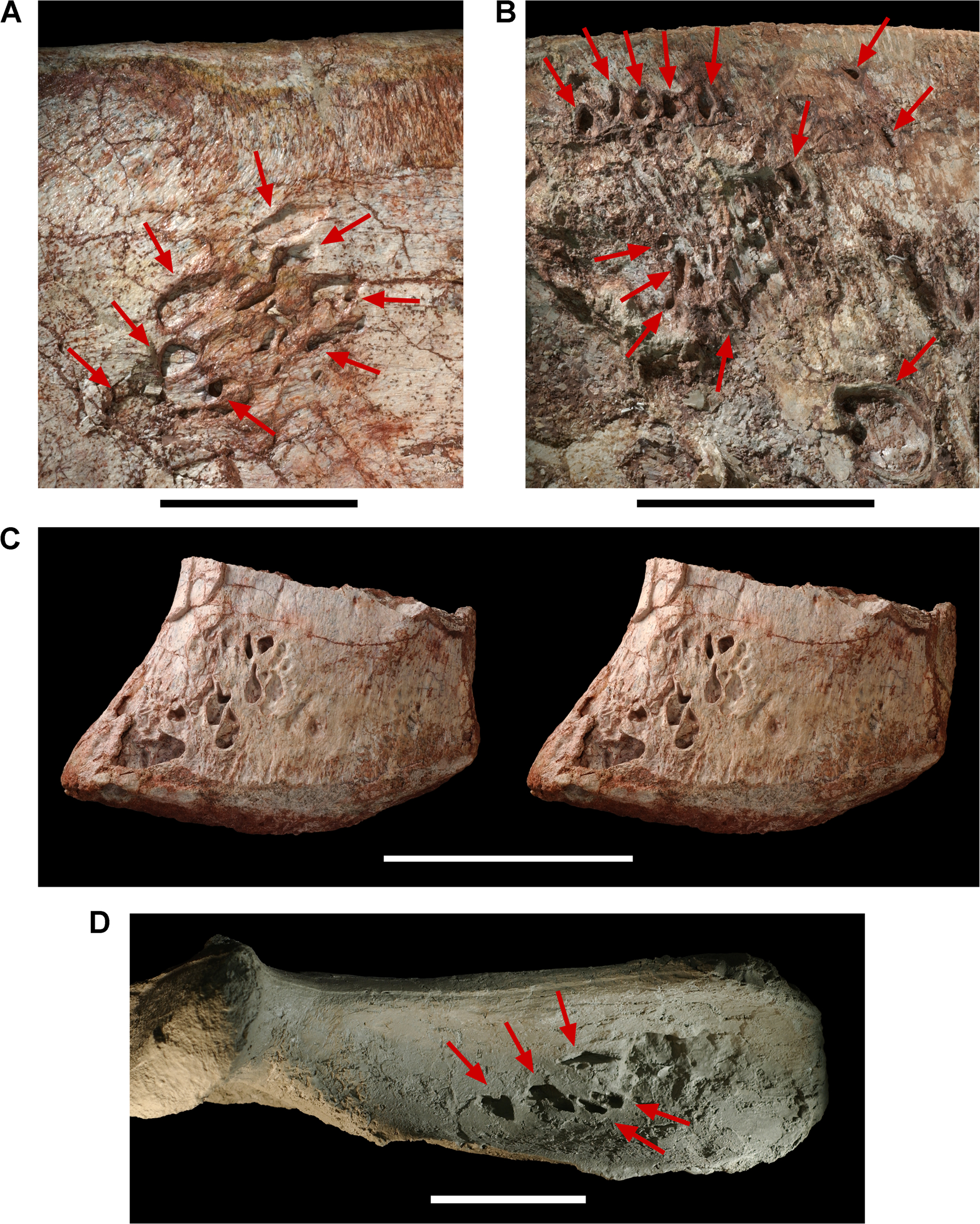
氣腔龍的左腸骨空洞空間

氣腔龍身長9公尺，是種二足、肉食性恐龍，生存於白堊紀桑托階，接近8400萬年前。
氣腔龍的化石包含：一顆牙齒、一些頭蓋骨、數節完整或部分的頸椎、背椎、薦椎、數根頸部與胸部肋骨、腹肋、叉骨、左肩胛喙狀骨、左腸骨、左右恥骨。從化石顯示，該個體並非完全成熟體。
氣腔龍不屬於該時期南方各大陸的任何大型獸腳類恐龍，包含：阿貝力龍科、鯊齒龍科、棘龍科。氣腔龍可能代表一個新的族系，或是存活到很晚的基礎堅尾龍類。保羅·塞里諾（Paul Sereno）認為氣腔龍可能與異特龍超科有關聯，是這群侏羅紀動物輻射演化的結果。根據2009年的新研究，有一群異特龍超科恐龍生存至白堊紀時期，體型修長、指爪類似棘龍科，這群動物被建立為新獵龍科，氣腔龍被歸類於新獵龍科的大盜龍類演化支。

## 生理學
氣腔龍的某些骨頭具有中空空間，包含：叉骨、腸骨、腹肋，顯示氣腔龍可能具類似現代鳥類的氣囊呼吸系統。氣囊系統可協助空氣進入或排出身體內，增加肺臟的呼吸效能。
保羅·塞里諾推測，氣腔龍骨頭內的空間可協助體溫循環，並增進呼吸效能。

## 命名爭議
在2008年9月，保羅·塞里諾（Paul Sereno）等人將研究公佈於網路期刊《PLoS ONE》。但當時《國際動物命名法規》並不承認網路期刊所發表的學名具有有效性，必需透過紙本發行的期刊發行，才會承認是有效的命名。在2009年5月，《PLoS ONE》雜誌主編發行該研究的紙本補遺版本。因此氣腔龍雖然是在2008年公佈於網路期刊，但直到2009年才具有有效性。

## 外部連結
- （英文）阿根廷發現新的類似鳥類恐龍 （页面存档备份，存于）
- （英文）8500萬年前的食肉恐龍有類似現代鳥類呼吸器官
- （英文）掠食性恐龍以鳥類方式呼吸[]